# FIAN

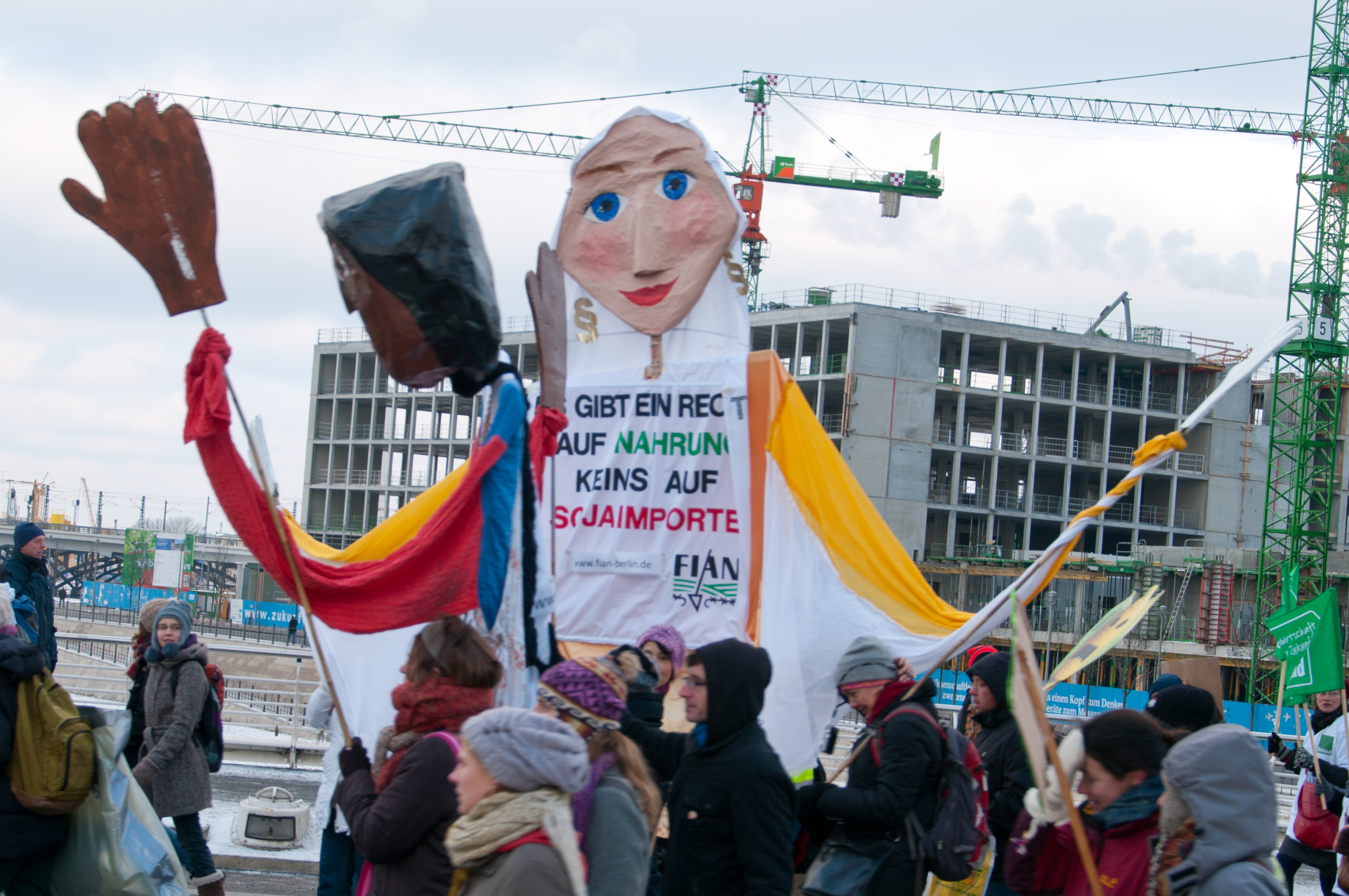
FIAN-Transparent auf der Demonstration Wir haben es satt! 2013

FIAN oder FIAN International, das FoodFirst Informations- und Aktions-Netzwerk, setzt sich als internationale Menschenrechtsorganisation dafür ein, dass alle Menschen frei von Hunger leben und ihr Recht auf angemessene Ernährung wahrnehmen können.
FIAN International ist in über 50 Ländern aktiv, unter anderem in Afrika, Amerika, Asien und Europa. Im deutschsprachigen Raum bestehen die Sektionen FIAN Deutschland, FIAN Österreich, FIAN Schweiz und FIAN Belgien.

## Geschichte und Profil
FIAN wurde 1986 in Heidelberg gegründet.
Einige Gründungsmitglieder waren zuvor als Menschenrechtsaktivisten bei Amnesty International aktiv gewesen und beteiligten sich dort an Diskussionen, das bestehende Mandat der Menschenrechtsorganisation um das Recht auf angemessene Ernährung und weitere Rechte des UN-Sozialpakts zu erweitern. Als sich abzeichnete, dass eine solche Erweiterung bei Amnesty International nicht erfolgen würde, entstand 1981 die Idee, eine eigenständige Organisation mit einem solchen erweiterten Fokus zu gründen. 1983 wurde daraufhin das Food First Information and Action Network geschaffen, ein loses Netzwerk von Gruppen aus dem Umfeld von Kirchen und Amnesty International. 1986 wurde FIAN International formal gegründet mit dem Anspruch, die erste Menschenrechtsorganisation mit Fokus auf das Recht auf Ernährung zu sein.
FIAN erklärt sich in seiner Satzung als unabhängig von Regierungen, Parteien, Unternehmensinteressen, Ideologien und Religionen.

## Struktur
FIAN hat Sektionen in vierzehn Ländern:
- Afrika: Burkina Faso, Uganda und Sambia
- Amerika: Brasilien, Kolumbien, Ecuador, Honduras, Mexiko und Paraguay
- Asien: Indien, Indonesien, Nepal und Sri Lanka
- Europa: Österreich, Belgien, Deutschland, Norwegen, Portugal, Schweden und Schweiz

Das internationale Sekretariat hat Büros in Heidelberg und Genf. Oberstes Gremium ist der Internationale Rat (engl. International Council), der sich aus Delegierten der nationalen Sektionen zusammensetzt.
FIAN hat Beraterstatus bei den Vereinten Nationen.

## Ziele und Arbeitsweise
Das Ziel von FIAN ist es, weltweit zur Umsetzung der Internationalen Menschenrechtscharta beizutragen, insbesondere des Rechts auf angemessene Ernährung.
Zu den Methoden von FIAN zählen die Recherche, Analyse und Dokumentation von konkreten Fällen der Verletzung des Rechts auf angemessene Ernährung. Dabei reagiert FIAN auch auf Anfragen von Individuen und Gruppen, deren Recht auf angemessene Ernährung gefährdet ist oder verletzt wurde. Missstände werden angeprangert, Untersuchung und Bestrafung wird innerhalb des Systems der Vereinten Nationen und anderer Rechtsordnungen eingefordert. Ein Beispiel ist die Beschwerde bei der OECD, weil der Investor Oikocredit und andere trotz hoher Verschuldung in Kambodscha ihr Mikrokredit-Geschäft ausgeweitet haben.
Des Weiteren fördert FIAN die Menschenrechtsbildung. Dazu zählen beispielsweise Informationsmaterialien zu Ernährungssouveränität, Ernährungssicherung und Ernährungsräten.